# Ladoga coreanitis
Ladoga coreanitis är en fjärilsart som beskrevs av Felix Bryk 1946. Ladoga coreanitis ingår i släktet Ladoga och familjen praktfjärilar. Inga underarter finns listade i Catalogue of Life.